# Kapličky
Kapličky, dříve také Kaplice (německy Kapellen) je jméno zaniklé obce nacházející se JZ od Vyššího Brodu v 950 m n. m. Katastrální území Kapličky je dnes v obvodu obce Loučovice. Zajímavé je, že toto katastrální území není zcela bez osídlení, neboť je do něj zahrnuta i část Loučovic, nacházející se za silnicí č. 163 u papírny (celkem 7 domů). Tato část Loučovic je na dnešních turistických mapách (např. mapa KČT č. 67 Šumava-Lipno) označována jako Kapličky, dle regionálního historika Františka Schussera je toto označení nepůvodní, vzniklé až po zániku vlastní obce.

## Historie
Obec vznikla nejpozději v druhé polovině 13. století u tzv. Helfenberské cesty, spojující Altenfelden a Vyšší Brod. V roce 1530 v ní již sídlila rychta a vesnice postupně bohatla a nabývala na významu. Byl v ní postaven farní kostel sv. Jana a Pavla, z blízkého rašeliniště se těžila rašelina. Kolem roku 1579 zde byla založena sklářská huť.
Od poloviny 19. století do poloviny 20. století byly Kapličky osadou obce Krásná Pole.
V letech 1938 až 1945 byla ves v důsledku uzavření Mnichovské dohody přičleněna k nacistickému Německu. Po druhé světové válce došlo k vysídlení Němců z Československa a k vystěhování většiny obyvatel obce do Rakouska. Přišli noví obyvatelé, nicméně postupně byl jejich počet nátlakem a administrativními rozhodnutími státní správy snižován, až byla nakonec obec zcela zrušena, její katastr se stal součástí obce Loučovice. Vzniklo zde přísně střežené hraniční pásmo.
Vesnice byla nakonec zcela zničena, patrné jsou dnes pouze základy kostela sv. Jana a Pavla, který byl zbořen v roce 1959, a několika domů. Na místě, kde byla vesnická zástavba se nachází pouze jeden lovecký srub a železné torzo hlídkové věže, která byla součástí zdejší železné opony. Po sametové revoluci byla oblast opět zpřístupněna. Na místě vesnice byl vztyčen kamenný kříž, na jiném místě jsou boží muka s lavičkou a vysokými balvany, odkud je nádherný výhled na přírodní rezervaci Rašeliniště Kapličky a rybníček U překopané hráze. Přes bývalou obec vede několik turistických značených cest (je zde rozcestník) a je často navštěvována turisty, cykloturisty (kteří s oblibou používají pevnou vyasfaltovanou cestu, která byla předtím vybudována pro pohraničníky) a vystěhovanými obyvateli a jejich potomky.
Část zařízení zrušeného kostela (zvon z roku 1590, barokní křtitelnice se sousoším křtu Páně, skleněný lustr a socha Sv. Václava) je umístěna v kostele Panny Marie Bolestné a sv. Jana Nepomuckého v Omleničce.

## Historické údaje o počtu obyvatel a domů zaniklé obce Kapličky
| Rok  | Počet obyvatel | Počet domů |
| 1910 | 177            | 28         |
| 1921 | 194            | 28         |

Zdroj: Databáze zanikleobce.cz